# Francisco de Paula Rojas y Caballero-Infante
Francisco de Paula Rojas y Caballero-Infante (Jerez de la Frontera, 27 de noviembre de 1832 - Madrid, 18 de febrero de 1909) fue un ingeniero industrial español.

## Biografía
Estudia segunda enseñanza en Cádiz ingresando más tarde en la Universidad Literaria de Sevilla donde obtiene el título de bachiller en la Facultad de Filosofía en 1849. Cuando se pone en funcionamiento la Escuela Industrial Sevillana se inscribe en ella pero, como todavía no se podía obtener el título de ingeniero, termina trasladando la matrícula al Real Instituto Industrial de Madrid donde, por méritos académicos y capacidad intelectual, desempeñaría el cargo de “Ayudante de Segundos” y “Ayudante de Primeros”.
En 1854, obtiene un puesto de catedrático interino en la asignatura de Química de la Escuela Industrial Sevillana y, al año siguiente obtiene por oposición la Cátedra de Física General Aplicada de la Escuela Industrial de Valencia.
En 1866,  pide traslado a la Escuela de Barcelona donde pasa a desempeñar la cátedra de Construcción de Máquinas y al año siguiente es nombrado miembro de la Academia de Ciencias.
En 1882, es nombrado asesor técnico de la “Sociedad Española de Electricidad” y poco más tarde funda y dirige, la que será la publicación más importante de esta nueva especialidad en nuestro país: la revista Electricidad.
Francisco de Paula Rojas elabora el que puede ser considerado como el “primer proyecto integral de alumbrado público eléctrico de un núcleo urbano” que se instala en la ciudad de Gerona. Dicho proyecto fue inaugurado el 24 de julio de 1886. Ese mismo año es nombrado catedrático de Hidroestatica de la Escuela General Preparatoria de Ingenieros y Arquitectos.

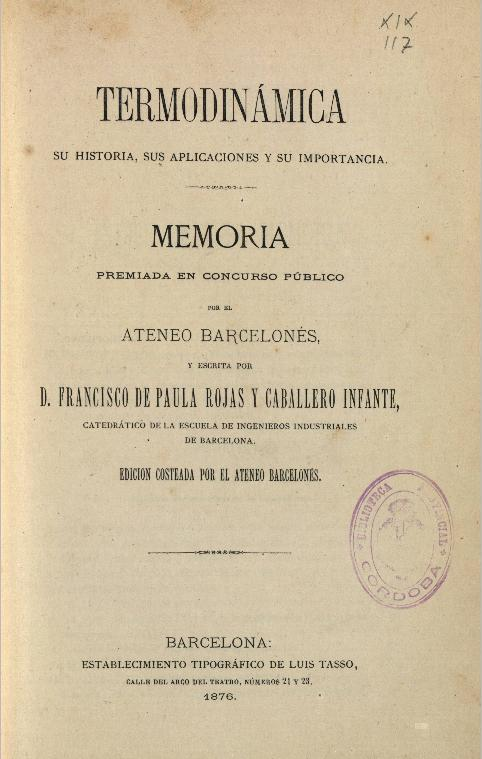
Portada de "Termodinámica: su historia, sus aplicaciones y su importancia". Barcelona, 1876.

En 1887, se traslada al Real Instituto Industrial como catedrático de Hidráulica e Hidromecánica y, al año siguiente de “Física Matemática”. En esta etapa publica su célebre: Tratado de Electrodinámica Industrial, libro en el que se recogen los contenidos teóricos más actualizados de electricidad y donde se alude a las muchas posibilidades que tiene en la vida cotidiana insistiendo en los rapidísimos progresos que se estaban produciendo en el alumbrado público.
En 1890 es Elegido miembro de la Real Academia de Ciencias Exactas, Físicas y Naturales
Vicepresidente de la Asociación de Ingenieros Industriales en el año 1900, se jubila en 1904 como catedrático de Física en la Universidad de Madrid, ciudad en la que fallece en 1909.
Es considerado como el divulgador más activo de lo que se consideraba ciencia de la electricidad.
La asociación cultural jerezana, Cine-Club Popular, ha solicitado al Ayuntamiento de la ciudad una calle en homenaje a la insigne figura de este destacado ingeniero industrial.

## Obras
- Teoría matemática de las máquinas magnetotérmicas y dinamoeléctricas. Barcelona, 1867.
- Calentamiento y ventilación de edificios. Real Academia de Cencias. Madrid, 1868.
- Termodinámica: su historia, sus aplicaciones y su importancia. Estab tip. Luis Tasso. Barcelona, 1876.
- Elementos de electrodinámica industrial necesarios para comprender las actuales aplicaciones de la electricidad al alumbrado eléctrico, marina, arte militar, medicina, faros, fotografía...etc. Establecimiento Tipográfico de José Miret. Barcelona 1884.
- Estudio matemático de las máquinas magneto-eléctricas y de dinámo-eléctricas. Madrid, 1887.
- Tratado de electrodinámica industrial (2 vols). Imp.y Fundición de Manuel Tello Madrid, 1892.
- Discurso ingreso en la Real Academia de las Ciencias. Aguado. Madrid,1894.
- Tratado de electrodinámica industrial. Sucinta exposición del método gráfico para el estudio de las corrientes alternas (4 vols).Imp. Carrión. Madrid, 1904.